# Юлія Лір
Юлія Лір (нім. Julia Lier, нар. 11 листопада 1991, Людвігсфельде, Німеччина) — німецька веслувальниця, олімпійська чемпіонка 2016 року, чемпіонка світу.

## Виступи на Олімпіадах
| Олімпіада           | Дисципліна     | Місце |
| ------------------- | -------------- | ----- |
| Ріо-де-Жанейро 2016 | парна четвірка | 1     |